# 新プラモ狂四郎
『新プラモ狂四郎』（しんプラモきょうしろう）は、やすい尚志とやまと虹一による日本の漫画作品。『プラモ狂四郎』の続編である。
『コミックボンボン』（講談社）1987年1月号から1988年2月号にかけて連載された。
単行本は、講談社コミックボンボンKCにて全3巻、再版として愛蔵版全2巻、コミックボンボンKCDX版全1巻が刊行されたが、現在はいずれも絶版。

## 概要
『プラモ狂四郎』（以下“前作”と表記）の後日談に相当する続編で、前作の登場人物が多数登場する。今作では「大日本造形学園」を舞台に、主人公の「新 京四郎」が属する「プラモ部」と「大日本造形学園生徒会」が送り込む刺客との対決がメインとなっている。また、戦いの舞台は「アーマード・バトル」と呼ばれる新たなフィールドでのバトルがメインとなっており、前作に登場した「プラモシミュレーション」や、現実世界でのサバイバルゲームでの戦闘エピソードなどもある。前作に比べ生身への暴力、流血描写が多い。
掲載時期が、プラモブームが一段落したファミコンブーム時であったために、前作ほどの人気は出ず、作中で示された設定や布石が生かされること無く完結した。なお、作画のやまと虹一は、当作品をプラモ狂四郎の完結編として執筆したことを、自身のブログにて言及している。

## 登場人物
新 京四郎（あらた きょうしろう）
主人公。自称「二代目プラモ狂四郎」。北海道出身。かつて少年野球で「熊殺し」の異名をとる豪腕投手であったが、親の転勤に伴い大日本造形学園に編入し、劣等生クラブと蔑まれている「プラモ部」に入部。入部初日に部長であった江原飛人との対決に勝利し、プラモ部部長となる。モデラーとしての実力は高いだけでなく機転にも優れ、それによって生徒会の妨害工作を切り抜けている。サバイバルゲームの最中で生徒会長の刺客に利き腕を潰されてしまうが、萬年の励ましを受けて、左手でガンダムのキットを組上げ、ガンダ・スーツを作成するどガッツぶりを見せていた。大日本造形学園の黒幕である「闇の会長」とはなんらかの因縁があったらしいが、作中でそれが明かされることは無かった。
「アーマード・バトル」では当初はオリジナルデザインのスーツであったが、生徒会とのエキシビジョンマッチ「グレート・バトル」以降は、RX-78ガンダムをベースにした「ガンダ・スーツ」を着用。
装着スーツ：ガンダ･スーツ、FA-10-B FAZZ
江原飛人（えばら ひっと）
京四郎が転校した当時のプラモ部部長。前作のスピンオフ「ホビーボーイ飛人くん」からの登場人物である江原飛人その人で、モデラーとしての実力は確か。また、プラモ作成用パワードスーツを自作するなど工学技術に長ける。
装着スーツ：RX-178 ガンダムMk-II、PF-78パーフェクトガンダム
萬年 創（まんねん つくる）
少年野球時代の京四郎のライバル。中学卒業後は無銭旅行をしながら製作したプラモを売って生活していた。ウェザリングに関しては独自の研究から得た技術を使う。途中から学園のプラモ部に入部し京四郎と共に戦う。自身の使用するスーツ用のモデルはフルスクラッチで作っている。
装着スーツ：MSN-100 百式、MRX-009 サイコガンダム
富田（とみた）
プラモ部顧問を務める体育教師。前作からの登場人物。
生徒会長
大日本造形学園生徒会長にして闇の会長の部下。本名不詳。京四郎とは面識があり何らかの因縁があるのか、京四郎がプラモ部に入部後、プラモ部ごと学園から追放すべく数々の妨害工作や刺客を送り込む。本誌連載時の初登場シーンでは、顔の描写がサッキー竹田とよく似ていたため、コミックスでは修正された。
装着スーツ：デビルガンダム（ブラッディー・マリー）
京姫（きょうひめ）
生徒副会長。学内では親衛隊も存在するアイドル的存在。後半から京四郎らと合流。
後半、自ら明かしたことで判明するが、正体は前作主人公・京田四郎の実妹、京田里香（きょうだ・りか）。
装着スーツ：武者ガンダム
闇の会長
大日本造形学園の黒幕。生徒会長を通じて、禁止されていた「アーマード・バトル」の開発を行わせていた。
正体は前作主人公・京田四郎がイベント用に造った影武者ロボットで、自我を得たことで野心に目覚め、学園を乗っ取った。
坂巻一刀斎（さかまき いっとうさい）
その道50年のプラモ評論家。最高のプラモは零戦という信念を持ち、京四郎とのプラモ部の認定を賭けた試合相手として招聘された。
剣の達人でもあり、刀身まで木で作り上げた愛刀「正宗」で京姫こと里香の制服を目に見えぬほどの連撃で切り裂いてしまうほどの腕前の持ち主。
試合では零戦をモチーフにした愛国スーツと剣術で京四郎を追い込むも、切り裂いたバーニアのフロンガスで正宗を砕かれて形勢逆転。ガンダ･スーツの右腕に組み込まれたスプリング式BB弾砲によって敗北した。

## アーマード・バトル
本作品では、「アーマード・バトル」と呼ばれる、特殊なシステム上でのバトルが主として行われる。形態としては、あくまでもプラモ由来のデータを用いた仮想現実の戦闘であった「プラモシミュレーション」とは対照的に、「バトルリング」と呼ばれる戦闘フィールドで生身の人間同士が戦闘を行う。フィールドはホログラフィーによって地形が再現され、プレイヤーもフィールド上で「バトルスーツ」が形成され、自動的若しくは任意で着装する。バトルスーツの形態や性能はプレイヤーが保持するプラモ等（モチーフとなるものなら模型である必要もない）と、プレイヤーが有す、「イマジン・パワー」（想像する力）によって決まる。そのためフィールド上ではガンプラなどの人型のキットを用いれば、そのままプレイヤーはキットをスーツとして装着する形になる。即ちガンプラを用いれば、プレイヤーはガンプラに変身する形となる。ただし、手足の寸法比率は装着者に合わせていないと手足がスーツ内で末端まで届かないなどの不具合が出る。
バトルリング内において、バトルスーツとその装備は実体化しており、またキットの素材によって耐久力に差が出たり、予め仕込まれたギミックが再現されるなど、「プラモシミュレーション」と共通する所もあるが、これらも実体化しており、バトル中においては有効な武器として機能する。
バトルスーツを着用したプレイヤーは体力、技量が遺憾なく発揮でき、かつ潜在能力が引き出されるため、通常より身体能力が高められ、場合によっては徒手格闘だけでも相手のバトルスーツを損壊せしめることも容易であるが、スーツの破損はそのままプレイヤーの肉体へのダメージになり、四肢の欠損はそのまま骨折に繋がるなど危険性の高い競技であり、当然スーツを着用していない生身状態でバトルスーツを相手をするのは文字通り自殺行為である。そのため大日本造形学園での校則で禁止される理由となっている。
「アーマード・バトル」には等級があり、頭部ヘルメットのみフォログラフィーが形成される「マスク・バトル」、人型モデルをモチーフにしたフォログラフィーが全身を覆う「アーマード・バトル」があり、さらに最高位モードである「グレート・バトル」では、モチーフが人からかけ離れたものでも（逆に言えばスーツの形態がモチーフからかけ離れた形態に）スーツとして着用する事が出来るだけでなく、モチーフ元には存在しないギミックや装備が追加されたり、物理法則を無視した「必殺技」が使えるようになる。
前述のように、大日本造形学園では、作品の時系列で物語開始時の2年前に校則で禁止され、生徒会の一部以外は知る者がいなかった。そのため「アーマード・バトル」を行える権利を持つ生徒は学内でもエリートとされている。
なお、マニュアルの紛失が政治問題化する可能性を生徒会長が言及しているため、国内外の政府関係者が何らかの形で関わっていた可能性が示唆されていたが、真意は不明。